# Copa Libertadores 1980
W dwudziestej pierwszej edycji Copa Libertadores udział wzięło 21 klubów reprezentujących wszystkie kraje zrzeszone w CONMEBOL. Każde z 10 państw wystawiło po 2 kluby, nie licząc broniącego tytułu paragwajskiego klubu Club Olimpia, który awansował do półfinału bez gry.
Olimpia nie tylko nie zdołała obronić tytułu, ale nie awansowała nawet do finału, przegrywając rywalizację z urugwajskim klubem Club Nacional de Football. W finale Nacional zmierzył się z brazylijską drużyną Internacional Porto Alegre, a o ostatecznym triumfie drużyny z Urugwaju zadecydowała tylko jedna bramka.
W pierwszym etapie 20 klubów podzielono na 5 grup po 4 drużyny. Z każdej grupy do następnej rundy awansował tylko zwycięzca. Jako szósty klub do półfinału awansowała broniąca tytułu Olimpia.
W następnej, półfinałowej rundzie, 6 klubów podzielono na 2 grupy liczące po 3 drużyny. Do finału awansowali zwycięzcy obu grup.
W tej edycji Pucharu Wyzwolicieli z bardzo dobrej strony pokazał się kolumbijski klub América Cali. Wyjątkowo słabo wypadły za to kluby argentyńskie, a wenezuelski klub Táchira San Cristóbal nie zdołał zdobyć ani punktu, ani bramki.

## 1/4 finału

### Grupa 1Argentyna,Peru
| 16.02 Club Sporting Cristal – Atlético Chalaco Callao 0:0                                                                             |
| 27.02 River Plate – CA Vélez Sarsfield 0:0                                                                                            |
| 01.03 Atlético Chalaco Callao – CA Vélez Sarsfield 0:2 - José Antonio Castro, Osvaldo Damiano                                         |
| 11.03 River Plate – Club Sporting Cristal 3:2 - Juan Ramón Carrasco, Juan José López, Leopoldo Luque – Percy Rojas, Julio César Uribe |
| 14.03 CA Vélez Sarsfield – Club Sporting Cristal 2:0 - Osvaldo Damiano (2)                                                            |
| 25.03 River Plate – Atlético Chalaco Callao 3:0 - Ramón Ángel Díaz (2), Emilio Commisso                                               |
| 27.03 CA Vélez Sarsfield – Atlético Chalaco Callao 5:2 - Jorge Armando Sanabria (4), Osvaldo Damiano – Portilla, Flores               |
| 09.04 Club Sporting Cristal – CA Vélez Sarsfield 0:1 - Jorge Armando Sanabria                                                         |
| 15.04 Club Sporting Cristal – River Plate 1:2 - Héctor Chumpitaz – Leopoldo Luque, Ramón Ángel Díaz                                   |
| 18.04 Atlético Chalaco Callao – River Plate 0:2 - Leopoldo Luque, Juan Ramón Carrasco                                                 |
| 25.04 Atlético Chalaco Callao – Club Sporting Cristal 0:2 - Julio César Uribe, Percy Rojas                                            |
| 25.04 CA Vélez Sarsfield – River Plate 0:0                                                                                            |

- mecz o pierwsze miejsce z powodu tej samej liczy punktów:

| 08.05 CA Vélez Sarsfield – River Plate 1:1 - Osvaldo Damiano – Ramón Ángel Díaz - wobec remisu Vélez Sársfield awansował dzięki lepszej różnicy bramek |

| Klub                    | Mecze | Zw | Rem | Por | Pkt | BrZd | BrStr |
| ----------------------- | ----- | -- | --- | --- | --- | ---- | ----- |
| CA Vélez Sarsfield      | 6     | 4  | 2   | 0   | 10  | 10   | 2     |
| River Plate             | 6     | 4  | 2   | 0   | 10  | 10   | 3     |
| Club Sporting Cristal   | 6     | 1  | 1   | 4   | 3   | 5    | 8     |
| Atlético Chalaco Callao | 6     | 0  | 1   | 5   | 1   | 2    | 14    |

### Grupa 2Boliwia,Urugwaj
| 09.04 Club Nacional de Football – Defensor Sporting 1:0 - Wilmar Rubens Cabrera                                            |
| 09.04 Oriente Petrolero – Club The Strongest 1:0 - Arturo Saucedo Landa                                                    |
| 13.04 Oriente Petrolero – Club Nacional de Football 1:3 - Lalo Huguenet – Eduardo de la Peña (2), Denis Alfredo Milar      |
| 13.04 Club The Strongest – Defensor Sporting 2:0 - Ovidio Donacio Mezza, Jorge Carlos Lattini                              |
| 16.04 Oriente Petrolero – Defensor Sporting 0:1 - Vicente Rudy Rodríguez                                                   |
| 17.04 Club The Strongest – Club Nacional de Football 3:0 - Jorge Carlos Lattini, Sandoval, Guido Mancilla Paniagua         |
| 23.04 Defensor Sporting – Club Nacional de Football 0:3 - Waldemar Victorino (2), Roberto Arsenio Luzardo                  |
| 23.04 Club The Strongest – Oriente Petrolero 3:2 - Ovidio Donacio Mezza (2), Guido Mancilla Paniagua – Lalo Huguenet (2)   |
| 27.04 Club Nacional de Football – Oriente Petrolero 5:0 - Julio César Morales (3), Denis Alfredo Milar, Waldemar Victorino |
| 27.04 Defensor Sporting – Club The Strongest 1:1 - Vicente Rudy Rodríguez – Sandoval                                       |
| 30.04 Club Nacional de Football – Club The Strongest 2:0 - Julio César Morales, Waldemar Victorino                         |
| 30.04 Defensor Sporting – Oriente Petrolero 1:1 - José Luis Russo – Antonio “Toninho” Gottardi                             |

| Klub                      | Mecze | Zw | Rem | Por | Pkt | BrZd | BrStr |
| ------------------------- | ----- | -- | --- | --- | --- | ---- | ----- |
| Club Nacional de Football | 6     | 5  | 0   | 1   | 10  | 14   | 4     |
| Club The Strongest        | 6     | 3  | 1   | 2   | 7   | 9    | 6     |
| Defensor Sporting         | 6     | 1  | 2   | 3   | 4   | 3    | 8     |
| Oriente Petrolero         | 6     | 1  | 1   | 4   | 3   | 5    | 13    |

### Grupa 3Brazylia,Wenezuela
| 23.03 CR Vasco da Gama – Internacional Porto Alegre 0:0                                             |
| 23.03 Galicia Caracas – Táchira San Cristóbal 1:0 - León                                            |
| 13.04 Galicia Caracas – CR Vasco da Gama 0:0                                                        |
| 13.04 Táchira San Cristóbal – Internacional Porto Alegre 0:1 - Falcão                               |
| 17.04 Galicia Caracas – Internacional Porto Alegre 2:1 - Pedro Juan Febles, Titón – Cláudio Mineiro |
| 17.04 Táchira San Cristóbal – CR Vasco da Gama 0:1 - Peribaldo                                      |
| 20.04 Táchira San Cristóbal – Galicia Caracas 0:1 - Cabral                                          |
| 20.04 Internacional Porto Alegre – CR Vasco da Gama 2:1 - Jair, Cléo – Mendonça                     |
| 27.04 Internacional Porto Alegre – Táchira San Cristóbal 4:0 - Adavilson (2), Bira, Cláudio Mineiro |
| 27.04 CR Vasco da Gama – Galicia Caracas 4:0 - Peribaldo (2), Mendonça, Paulinho                    |
| 30.04 Internacional Porto Alegre – Galicia Caracas 2:0 - Falcão, Jair                               |
| 30.04 CR Vasco da Gama – Táchira San Cristóbal 1:0 - Mendonça                                       |

| Klub                       | Mecze | Zw | Rem | Por | Pkt | BrZd | BrStr |
| -------------------------- | ----- | -- | --- | --- | --- | ---- | ----- |
| Internacional Porto Alegre | 6     | 4  | 1   | 1   | 9   | 10   | 3     |
| CR Vasco da Gama           | 6     | 3  | 2   | 1   | 8   | 7    | 2     |
| Galicia Caracas            | 6     | 3  | 1   | 2   | 7   | 4    | 7     |
| Táchira San Cristóbal      | 6     | 0  | 0   | 6   | 0   | 0    | 9     |

### Grupa 4Kolumbia,Ekwador
| 09.03 Emelec Guayaquil – Universidad Católica Quito 1:0 - Carlos Torres Garcés                                                                          |
| 12.03 America Cali – Independiente Santa Fe 1:0 - Aurelio José Pascuttini                                                                               |
| 16.03 Emelec Guayaquil – Independiente Santa Fe 0:2 - Alberto Raúl Santelli, Heladio Vásquez                                                            |
| 16.03 Universidad Católica Quito – America Cali 4:2 - Fausto Carrera (2), Gabriel Chaparro s, Mario Raffart – Aurelio José Pascuttini (2)               |
| 19.03 Independiente Santa Fe – America Cali 1:1 - Alberto Raúl Santelli – Juan Manuel Battaglia                                                         |
| 23.03 Universidad Católica Quito – Emelec Guayaquil 5:0 - Fausto Carrera, Italo Estupiñán, Luis Cristóbal Mantilla, Juan Ramón Silva, Jorge Vinicio Ron |
| 26.03 Universidad Católica Quito – Independiente Santa Fe 1:0 - Antonio Arias                                                                           |
| 26.03 Emelec Guayaquil – America Cali 1:2 - Carlos Miori – Juan Penagós (2)                                                                             |
| 30.03 Independiente Santa Fe – Emelec Guayaquil 1:2 - Alberto Raúl Santelli – Fernando Rodríguez Riolfo, Carlos Torres Garcés                           |
| 30.03 America Cali – Universidad Católica Quito 1:0 - Luis Valencia                                                                                     |
| 02.04 Independiente Santa Fe – Universidad Católica Quito 1:0 - Alberto Raúl Santelli                                                                   |
| 02.04 America Cali – Emelec Guayaquil 4:1 - Juan Penagós (3), Aurelio José Pascuttini – Lupo Cenén Quiñónez                                             |

| Klub                       | Mecze | Zw | Rem | Por | Pkt | BrZd | BrStr |
| -------------------------- | ----- | -- | --- | --- | --- | ---- | ----- |
| America Cali               | 6     | 4  | 1   | 1   | 9   | 11   | 7     |
| Universidad Católica Quito | 6     | 3  | 0   | 3   | 6   | 10   | 5     |
| Independiente Santa Fe     | 6     | 2  | 1   | 3   | 5   | 5    | 5     |
| Emelec Guayaquil           | 6     | 2  | 0   | 4   | 4   | 5    | 14    |

### Grupa 5Chile,Paragwaj
| 19.03 CSD Colo-Colo – CD O’Higgins 1:1 - Carlos Humberto Rivas – Juan “Rolly” Núñez                                                                    |
| 21.03 Club Sol de América – Cerro Porteño 2:1 - Néstor Fernández, Juan Ramón Isasi – I. Fernández                                                      |
| 25.03 Club Sol de América – CD O’Higgins 1:4 - Néstor Fernández – Guido Coppa, Miguel Angel Neira, Juan “Rolly” Núñez, Washington Olivera              |
| 28.03 Cerro Porteño – CD O’Higgins 1:0 - Juvenal Vargas s                                                                                              |
| 08.04 Cerro Porteño – CSD Colo-Colo 5:3 - Roberto Cabañas (3), Aldo Florentín, Gamarra – Carlos Humberto Caszely, Severino Vasconcelos, Atilio Herrera |
| 11.04 Club Sol de América – CSD Colo-Colo 2:1 - Juan Ramón Isasi (2) – Severino Vasconcelos                                                            |
| 16.04 Cerro Porteño – Club Sol de América 0:0 |
| 16.04 CD O’Higgins – CSD Colo-Colo 1:3 - Miguel Angel Neira – Leonel Herrera, Carlos Humberto Caszely, Severino Vasconcelos                            |
| 22.04 CD O’Higgins – Club Sol de América 2:0 - Miguel Angel Neira, Washington Olivera                                                                  |
| 22.04 CSD Colo-Colo – Cerro Porteño 2:1 - Carlos Humberto Caszely, Juan Carlos Orellana – Gerónimo Ovelar                                              |
| 25.04 CSD Colo-Colo – Club Sol de América 1:1 - Severino Vasconcelos – Juan Ramón Isasi                                                                |
| 25.04 CD O’Higgins – Cerro Porteño 0:0 |

| Klub                | Mecze | Zw | Rem | Por | Pkt | BrZd | BrStr |
| ------------------- | ----- | -- | --- | --- | --- | ---- | ----- |
| CD O’Higgins        | 6     | 2  | 2   | 2   | 6   | 8    | 6     |
| Cerro Porteño       | 6     | 2  | 2   | 2   | 6   | 8    | 7     |
| CSD Colo-Colo       | 6     | 2  | 2   | 2   | 6   | 11   | 11    |
| Club Sol de América | 6     | 2  | 2   | 2   | 6   | 6    | 9     |

- CD O’Higgins awansował dalej dzięki najlepszej różnicy bramkowej

### Obrońca tytułu
| Club Olimpia jako obrońca tytułu awansował do 1/2 finału bez gry |

## 1/2 finału

### Grupa 1
| 13.06 CA Vélez Sarsfield – Internacional Porto Alegre 0:1 - Tonho                         |
| 18.06 America Cali – CA Vélez Sarsfield 0:0                                               |
| 25.06 Internacional Porto Alegre – CA Vélez Sarsfield 3:1 - Adílson (3) – José Luis Lanao |
| 02.07 America Cali – Internacional Porto Alegre 0:0                                       |
| 10.07 Internacional Porto Alegre – America Cali 0:0                                       |
| 16.07 CA Vélez Sarsfield – America Cali 0:0                                               |

| Klub                       | Mecze | Zw | Rem | Por | Pkt | BrZd | BrStr |
| -------------------------- | ----- | -- | --- | --- | --- | ---- | ----- |
| Internacional Porto Alegre | 4     | 2  | 2   | 0   | 6   | 4    | 1     |
| America Cali               | 4     | 0  | 4   | 0   | 4   | 0    | 0     |
| CA Vélez Sarsfield         | 4     | 0  | 2   | 2   | 2   | 1    | 4     |

### Grupa 2
| 21.05 CD O’Higgins – Club Nacional de Football 0:1 - Dardo Pérez - mecz rozegrany został w Santiago |
| 11.06 CD O’Higgins – Club Olimpia 0:1 - Hugo Ricardo Talavera - mecz rozegrany został w Santiago    |
| 18.06 Club Olimpia – Club Nacional de Football 0:1 - Dardo Pérez                                    |
| 02.07 Club Nacional de Football – Club Olimpia 1:1 - Eduardo de la Peña – Gustavo Adolfo Benítez    |
| 09.07 Club Olimpia – CD O’Higgins 2:0 - Miguel Michelagnoli (2)                                     |
| 16.07 Club Nacional de Football – CD O’Higgins 2:0 - Eduardo de la Peña, Waldemar Victorino         |

| Klub                      | Mecze | Zw | Rem | Por | Pkt | BrZd | BrStr |
| ------------------------- | ----- | -- | --- | --- | --- | ---- | ----- |
| Club Nacional de Football | 4     | 3  | 1   | 0   | 7   | 5    | 1     |
| Club Olimpia              | 4     | 2  | 1   | 1   | 5   | 4    | 2     |
| CD O’Higgins              | 4     | 0  | 0   | 4   | 0   | 0    | 6     |

## Finał
| Internacional Porto Alegre – Club Nacional de Football 0:0 i 0:1 |
| 30 lipca 1980 Porto Alegre Estadio Beira Rio (70 000) Internacional Porto Alegre – Club Nacional de Football 0:0 Sędzia: Jorge Romero (Argentyna) Sport Club Internacional: Gasperin – Toninho, Mauro Pastor, Mauro Galvão, André Luis, Falcão, Batista, Tonho, Jair, Chico Spina (Adavílson), Mário Sérgio Club Nacional de Football: Rodolfo Rodríguez – Juan Carlos Blanco, Hugo Eduardo de León, José Hermes Moreira, Víctor Rodolfo Espárrago, Washington González, Alberto Bica, Eduardo de la Peña, Waldemar Victorino, Roberto Arsenio Luzardo, Dardo Pérez                                                  |
| 6 sierpnia 1980 Montevideo Estadio Centenario (65 000) Club Nacional de Football – Internacional Porto Alegre 1:0 (1:0) Sędzia: Edison Pérez (Peru) Bramki: 1:0 Waldemar Victorino 35 Club Nacional de Football: Rodolfo Rodríguez – Juan Carlos Blanco, Hugo Eduardo de León, José Hermes Moreira, Víctor Rodolfo Espárrago, Washington González, Alberto Bica, Eduardo de la Peña, Waldemar Victorino, Roberto Arsenio Luzardo, Julio César Morales Sport Club Internacional: Gasperin – Mauro Pastor, Mauro Galvão, Toninho, Falcão, Cláudio Mineiro, Chico Spina, Batista, Adílson, Jair (Berreta), Mário Sérgio |

## Klasyfikacja
Poniższa tabela ma charakter statystyczny. O kolejności decyduje na pierwszym miejscu osiągnięty etap rozgrywek, a dopiero potem dorobek bramkowo-punktowy. W przypadku klubów, które odpadły w rozgrywkach grupowych o kolejności decyduje najpierw miejsce w tabeli grupy, a dopiero potem liczba zdobytych punktów i bilans bramkowy.
| Poz                                                                      | Klub                       | Mecze | Zw | Rem | Por | Pkt | BrZd | BrStr |
| ------------------------------------------------------------------------ | -------------------------- | ----- | -- | --- | --- | --- | ---- | ----- |
| 1                                                                        | Club Nacional de Football  | 12    | 9  | 2   | 1   | 20  | 20   | 5     |
| 2                                                                        | Internacional Porto Alegre | 12    | 6  | 4   | 2   | 16  | 14   | 5     |
| 3                                                                        | América Cali               | 10    | 4  | 5   | 1   | 13  | 11   | 7     |
| 4                                                                        | Club Olimpia               | 4     | 2  | 1   | 1   | 5   | 4    | 2     |
| 5                                                                        | CA Vélez Sarsfield         | 11    | 4  | 5   | 2   | 13  | 12   | 7     |
| 6                                                                        | CD O’Higgins               | 10    | 2  | 2   | 6   | 6   | 8    | 12    |
| 7                                                                        | River Plate                | 7     | 4  | 3   | 0   | 11  | 11   | 4     |
| 8                                                                        | CR Vasco da Gama           | 6     | 3  | 2   | 1   | 8   | 7    | 2     |
| 9                                                                        | Club The Strongest         | 6     | 3  | 1   | 2   | 7   | 9    | 6     |
| 10                                                                       | Universidad Católica Quito | 6     | 3  | 0   | 3   | 6   | 10   | 5     |
| 11                                                                       | Cerro Porteño              | 6     | 2  | 2   | 2   | 6   | 8    | 7     |
| 12                                                                       | Galicia Caracas            | 6     | 3  | 1   | 2   | 7   | 4    | 7     |
| 13                                                                       | CSD Colo-Colo              | 6     | 2  | 2   | 2   | 6   | 11   | 11    |
| 14                                                                       | Independiente Santa Fe     | 6     | 2  | 1   | 3   | 5   | 5    | 5     |
| 15                                                                       | Defensor Sporting          | 6     | 1  | 2   | 3   | 4   | 3    | 8     |
| 16                                                                       | Club Sporting Cristal      | 6     | 1  | 1   | 4   | 3   | 5    | 8     |
| 17                                                                       | Club Sol de América        | 6     | 2  | 2   | 2   | 6   | 6    | 9     |
| 18                                                                       | Emelec Guayaquil           | 6     | 2  | 0   | 4   | 4   | 5    | 14    |
| 19                                                                       | Oriente Petrolero          | 6     | 1  | 1   | 4   | 3   | 5    | 13    |
| 20                                                                       | Atlético Chalaco Callao    | 6     | 0  | 1   | 5   | 1   | 2    | 14    |
| 21                                                                       | Táchira San Cristóbal      | 6     | 0  | 0   | 6   | 0   | 0    | 9     |
| Podsumowanie: 75 meczów, w tym 19 remisów, 160 bramek – 2.13 bramki/mecz |                            |       |    |     |     |     |      |       |